# Saint-Vivien-de-Blaye
Saint-Vivien-de-Blaye – miejscowość i gmina we Francji, w regionie Nowa Akwitania, w departamencie Żyronda.
Według danych na rok 1990 gminę zamieszkiwało 306 osób, a gęstość zaludnienia wynosiła 54 osób/km² (wśród 2290 gmin Akwitanii Saint-Vivien-de-Blaye plasuje się na 874. miejscu pod względem liczby ludności, natomiast pod względem powierzchni na miejscu 1384.).